# Ниссенкорн, Ави
Авраам (Ави) Даниэль Ниссенкорн (род. 20 марта 1967) — депутат кнессета от партии «Хосен ле-Исраэль» в составе фракции «Кахоль-лаван», министр юстиции Израиля (2020—2021). Председатель Нового Гистадрута с июня 2014 по март 2019 года.

## Биография
Родился в Афуле в семье врачей из Польши. В юности был чемпионом Израиля в беге на короткие дистанции. В Армии Обороны Израиля он был определён как выдающийся спортсмен и служил инструктором. Он учился на степень бакалавра права в Тель-Авивском университете. Он занимал пост главы юридического отделения Федерации труда Гистадрут. Среди прочего, он вел переговоры о переходе от бюджетной пенсии к накопительной пенсии, о национальных соглашениях о заработной плате в государственном секторе и новом трудовом договоре с Безеком.
В 2001 году он создал частную юридическую фирму, которая занималась трудовыми отношениями, предоставлением средств и пенсий и представляла в основном крупные комитеты работников. В феврале 2010 года председатель Гистадрута Офер Эйни открыл офис примерно в восемь человек и назначил туда Ниссенкорна. В этом качестве он руководил профсоюзными движениями на известных заводах в Израиле и разрешал трудовые споры.
В октябре 2013 года Офер Эйни объявил о своем намерении уйти в отставку в феврале 2014 года и рекомендовал на свой пост Ниссенкорна. Эта рекомендация была встречена с возражением на том основании, что всеобщие выборы Гистадрута должны быть проведены в Гистадруте. Ходатайство в Высокий суд об отмене назначения было отклонено, и в мае 2014 года произошло назначение Ниссанкорна на пост председателя Гистадрута.
В декабре 2014 года Гистадрут подписал коллективное соглашение с президентами коммерческих организаций о повышении минимальной заработной платы на три удара до 5000 шекелей, а в октябре того же года было достигнуто ещё одно соглашение о повышении минимальной заработной платы до 5300 шекелей.
Другие коллективные договоры, подписанные под его руководством:
- Коллективный договор в сфере безопасности и охраны, 22 июля 2014 г.
- Коллективный договор об увеличении размера пенсионного страхования.
- Коллективный договор, продленный министром экономики, требует, чтобы каждый работодатель из более чем 100 работников нанимал 3 % инвалидов.
- Рамочное соглашение для работников государственного сектора подписано с министром финансов Моше Кахлоном, некоторые из которых были реализованы с помощью дифференцированного повышения заработной платы (шикилит) А также соглашение о том, что работники подрядчика по уборке и уходу в государственном секторе также получают два единовременных гранта в размере 1000 шекелей каждый в течение срока действия соглашения.
- Соглашение от июля 2015 года, предписывающее поглощение около 15 000 контрактников в основных секторах государственного сектора.

В преддверии двадцать первых выборов в Кнессет, 16 февраля 2019 года, он взял отпуск в Гистадруте и вступил в партию Хосен леисраэль, возглавляемую бывшим начальником штаба Бенни Ганцем. В конце марта 2019 года он, наконец, подал в отставку с поста председателя Гистадрута и был заменен Арноном Бар-Давидом.
Ниссенкорн был на третьем месте в списке Хосен леисраэль после Бени Ганца и после Моше Яалона, но после объединения в список Кахоль Лаван, он занял пятое место в списке. Вторым в списке был Яир Лапид и на четвёртом месте был бывший начальник штаба Габи Ашкенази. Ниссенкорн объявил, что ожидает быть следующим министром финансов в Израиле в обмен на его поддержку Бенни Ганца. На выборах список получил 35 мест, и Ниссанкорн был избран в двадцать первый Кнессет, который был назначен Бенни Ганцем председателем фракции «Кахоль Лаван».
Он также был избран в 22-й кнессет, и после того, как правительственный мандат был передан Бней Ганцу, он начал работать в качестве председателя Временного регулярного комитета, а также стал председателем Временного комитета в двадцать третьем кнессете, после голосования большинством в 61 депутат.